# Gracie Glam

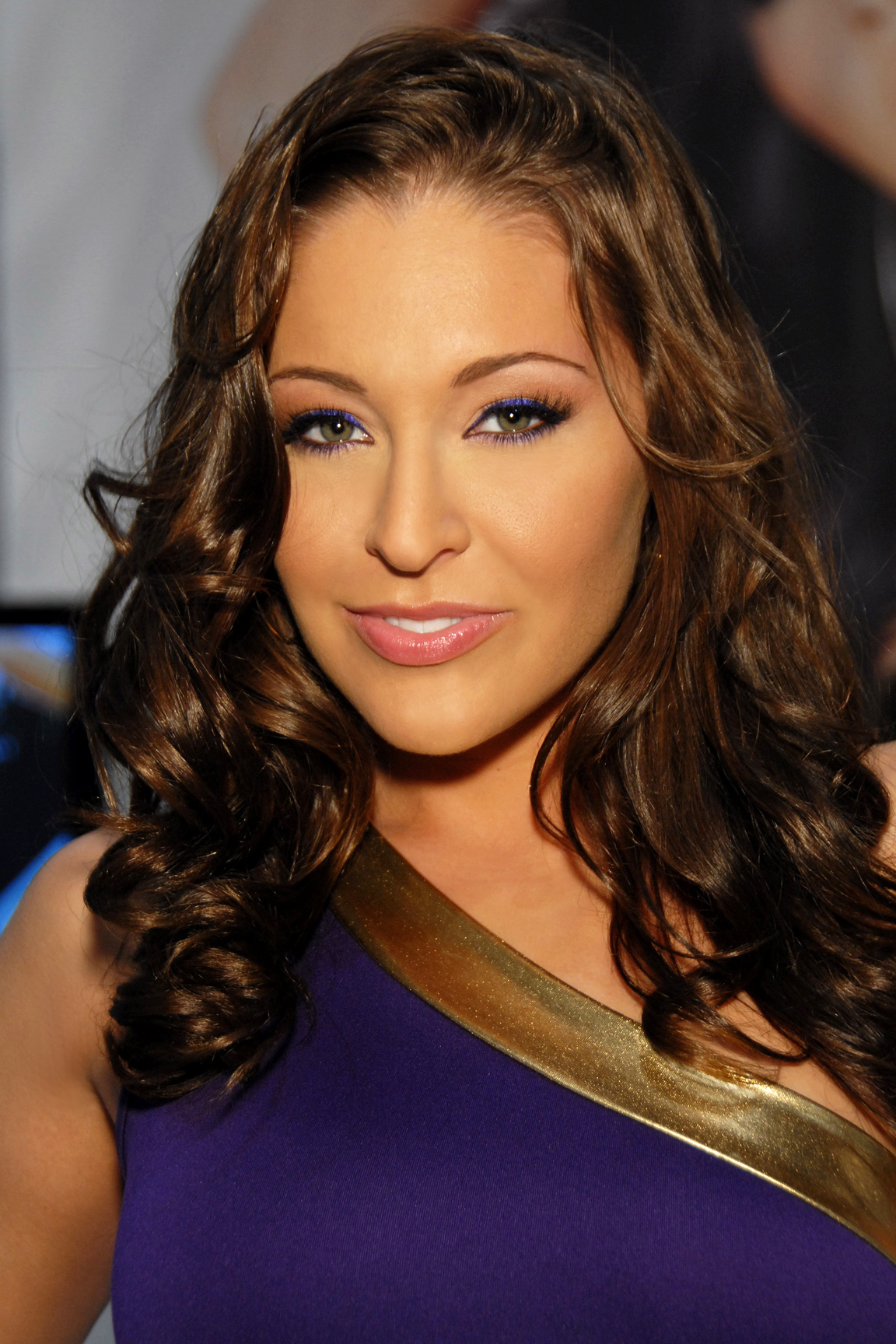
Gracie Glam (2011)

Gracie Glam (* 30. September 1990 als Kelly J. Beekman in Raleigh, North Carolina) ist eine US-amerikanische Pornodarstellerin. Sie wurde 2011 als Best New Starlet bei den AVN-Awards ausgezeichnet.

## Leben
Glam besuchte 14 verschiedene Schulen, während sie in Atlanta, Orlando und Sarasota aufwuchs. Sie zog im Juni 2009 nach Los Angeles, wo sie sich beim Fashion Institute of Design and Merchandising für ein Studium einschrieb.
Im Alter von 19 Jahren fing sie an, als Pornodarstellerin zu arbeiten. Im Februar 2009 nahm sie College-Unterricht in Südflorida, als sie sich entschloss, ihre ersten Nacktaufnahmen für das US-amerikanische Magazin Score zu machen. Es folgten einige Solo-Videos und dann zwei Girl/Girl-Szenen für das Internetunternehmen Reality Kings. Sie drehte zudem Szenen für Brazzers und Naughty America.
Die Internet Adult Film Database (IAFD) listet bis heute (Stand: Januar 2024) über 600 Filme auf, in denen sie mitgespielt hat. Außerdem listet die IAFD einen Film auf, bei dem sie Regie geführt hat.

## Filmografie(Auswahl)
- 2009: Barely Legal 98
- 2009: The Sex Files – A Dark XXX Parody
- 2009: Suck It Dry 7
- 2010: Jerkoff Material 5
- 2010: Cuties 1
- 2010: Battle of the Asses 2
- 2010: My First Girlfriend
- 2010: Performers of the Year 2011
- 2010: The Bombshells 1
- 2011: Big Wet Asses 20
- 2011: Heart Strings
- 2011: Performers of the Year 2012
- 2012: Spartacus MMXII: The Beginning
- 2012: Blow Me Sandwich 15
- 2012: Nikita XXX
- 2012: Immortal Love
- 2012: Tonight’s Girlfriend 2
- 2013: She-Hulk XXX: An Axel Braun Parody
- 2014: The Cum Exchange
- 2014: Wet Asses 4
- 2014: Yoga Girls 3
- 2014: Big Anal Asses 2
- 2014: Spandex Loads 9
- 2016: Anal Beauty 3
- 2016: Massage Me Hard 2
- 2016: Your Dirty Daughter
- 2016: Assparade 57
- 2016: Here Comes The Bride
- 2016: A Pain In The Ass
- 2018: Girls Who Love Girls
- 2019: In The Mood For Pussy
- 2019–2020: My Sister's Hot Friend 63, 72
- 2020: 69 Flavors 2: It's a Girlfriend's Thing
- 2020: Best Asses Ever
- 2020: Sure Thing 11

## Auszeichnungen
- 2010: CAVR Award als Hottie of Year[1]
- 2011: AVN Award als Best New Starlet[2]
- 2011: AVN Award in der Kategorie Best Group Sex Scene für Buttwoman vs. Slutwoman (mit Alexis Texas, Kristina Rose und Michael Stefano)
- 2014: AVN Award in der Kategorie Best All-Girl Group Sex Scene für Meow! 3 (mit Mia Malkova und Raven Rockette)[3]